# Gerätschaftselle
Die Gerätschaftselle war ein jüdisches Längenmaß und entsprach fünf Handbreiten. (Jad haChasaka Hilchot sefer Thora cap.9,9)
- 1 Gerätschaftselle = 17,245 Pariser Zoll = 206,94 Pariser Linien

Die Gebäudeelle, auch mosaische, hebräische oder mittlere Elle, hatte sechs Handbreiten.
- 1 Gebäudeelle = 20,694 Pariser Zoll = 248,328 Pariser Linien

Wurden noch eine halbe bis einer Fingerbreite zugerechnet, nannte man das Maß Handwerkerelle
- 1 Handwerkerelle = 21,556 Pariser Zoll = 258,675 Pariser Linien

Nebenbedingungen: 
- - 1 Handbreite = 4 Fingerbreiten = 3,449 Pariser Zoll
  - 1 Fingerbreite = 7 Gerstenkörner (dicht nebeneinander gelegt)